# Dolophilodes forcipatus
Dolophilodes forcipatus är en nattsländeart som först beskrevs av Barnard 1934.  Dolophilodes forcipatus ingår i släktet Dolophilodes och familjen stengömmenattsländor. Inga underarter finns listade i Catalogue of Life.